# Unicodeblock Saurashtra
Der Unicodeblock Saurashtra (U+A880 bis U+A8DF) enthält die zur Notation der  indoarischen Sprache Saurashtra verwendeten Schriftzeichen der Saurashtri-Schrift. Die Sprache wird in Teilen des südindischen Staates Tamil Nadu gesprochen.

## Tabelle
| Unicodenummer  | Zeichen (400 %) | Kategorie                               | Bidirektionale Klasse       | Offizielle Bezeichnung           | Beschreibung                           |
| -------------- | --------------- | --------------------------------------- | --------------------------- | -------------------------------- | -------------------------------------- |
| U+A880 (43136) | ꢀ                | Markierung mit Extrabreite              | links nach rechts           | SAURASHTRA SIGN ANUSVARA         | Saurashtra-Zeichen Anusvara            |
| U+A881 (43137) | ꢁ                | Markierung mit Extrabreite              | links nach rechts           | SAURASHTRA SIGN VISARGA          | Saurashtra-Zeichen Visarga             |
| U+A882 (43138) | ꢂ               | anderer Buchstabe, Silbe oder Ideogramm | links nach rechts           | SAURASHTRA LETTER A              | Saurashtra-Buchstabe A                 |
| U+A883 (43139) | ꢃ               | anderer Buchstabe, Silbe oder Ideogramm | links nach rechts           | SAURASHTRA LETTER AA             | Saurashtra-Buchstabe Aa                |
| U+A884 (43140) | ꢄ               | anderer Buchstabe, Silbe oder Ideogramm | links nach rechts           | SAURASHTRA LETTER I              | Saurashtra-Buchstabe I                 |
| U+A885 (43141) | ꢅ               | anderer Buchstabe, Silbe oder Ideogramm | links nach rechts           | SAURASHTRA LETTER II             | Saurashtra-Buchstabe Ii                |
| U+A886 (43142) | ꢆ               | anderer Buchstabe, Silbe oder Ideogramm | links nach rechts           | SAURASHTRA LETTER U              | Saurashtra-Buchstabe U                 |
| U+A887 (43143) | ꢇ               | anderer Buchstabe, Silbe oder Ideogramm | links nach rechts           | SAURASHTRA LETTER UU             | Saurashtra-Buchstabe Uu                |
| U+A888 (43144) | ꢈ               | anderer Buchstabe, Silbe oder Ideogramm | links nach rechts           | SAURASHTRA LETTER VOCALIC R      | Saurashtra-Buchstabe vokalisches R     |
| U+A889 (43145) | ꢉ               | anderer Buchstabe, Silbe oder Ideogramm | links nach rechts           | SAURASHTRA LETTER VOCALIC RR     | Saurashtra-Buchstabe vokalisches Rr    |
| U+A88A (43146) | ꢊ               | anderer Buchstabe, Silbe oder Ideogramm | links nach rechts           | SAURASHTRA LETTER VOCALIC L      | Saurashtra-Buchstabe vokalisches L     |
| U+A88B (43147) | ꢋ               | anderer Buchstabe, Silbe oder Ideogramm | links nach rechts           | SAURASHTRA LETTER VOCALIC LL     | Saurashtra-Buchstabe vokalisches Ll    |
| U+A88C (43148) | ꢌ               | anderer Buchstabe, Silbe oder Ideogramm | links nach rechts           | SAURASHTRA LETTER E              | Saurashtra-Buchstabe E                 |
| U+A88D (43149) | ꢍ               | anderer Buchstabe, Silbe oder Ideogramm | links nach rechts           | SAURASHTRA LETTER EE             | Saurashtra-Buchstabe Ee                |
| U+A88E (43150) | ꢎ               | anderer Buchstabe, Silbe oder Ideogramm | links nach rechts           | SAURASHTRA LETTER AI             | Saurashtra-Buchstabe Ai                |
| U+A88F (43151) | ꢏ               | anderer Buchstabe, Silbe oder Ideogramm | links nach rechts           | SAURASHTRA LETTER O              | Saurashtra-Buchstabe O                 |
| U+A890 (43152) | ꢐ               | anderer Buchstabe, Silbe oder Ideogramm | links nach rechts           | SAURASHTRA LETTER OO             | Saurashtra-Buchstabe Oo                |
| U+A891 (43153) | ꢑ               | anderer Buchstabe, Silbe oder Ideogramm | links nach rechts           | SAURASHTRA LETTER AU             | Saurashtra-Buchstabe Au                |
| U+A892 (43154) | ꢒ               | anderer Buchstabe, Silbe oder Ideogramm | links nach rechts           | SAURASHTRA LETTER KA             | Saurashtra-Buchstabe Ka                |
| U+A893 (43155) | ꢓ               | anderer Buchstabe, Silbe oder Ideogramm | links nach rechts           | SAURASHTRA LETTER KHA            | Saurashtra-Buchstabe Kha               |
| U+A894 (43156) | ꢔ               | anderer Buchstabe, Silbe oder Ideogramm | links nach rechts           | SAURASHTRA LETTER GA             | Saurashtra-Buchstabe Ga                |
| U+A895 (43157) | ꢕ               | anderer Buchstabe, Silbe oder Ideogramm | links nach rechts           | SAURASHTRA LETTER GHA            | Saurashtra-Buchstabe Gha               |
| U+A896 (43158) | ꢖ               | anderer Buchstabe, Silbe oder Ideogramm | links nach rechts           | SAURASHTRA LETTER NGA            | Saurashtra-Buchstabe Nga               |
| U+A897 (43159) | ꢗ               | anderer Buchstabe, Silbe oder Ideogramm | links nach rechts           | SAURASHTRA LETTER CA             | Saurashtra-Buchstabe Ca                |
| U+A898 (43160) | ꢘ               | anderer Buchstabe, Silbe oder Ideogramm | links nach rechts           | SAURASHTRA LETTER CHA            | Saurashtra-Buchstabe Cha               |
| U+A899 (43161) | ꢙ               | anderer Buchstabe, Silbe oder Ideogramm | links nach rechts           | SAURASHTRA LETTER JA             | Saurashtra-Buchstabe Ja                |
| U+A89A (43162) | ꢚ               | anderer Buchstabe, Silbe oder Ideogramm | links nach rechts           | SAURASHTRA LETTER JHA            | Saurashtra-Buchstabe Jha               |
| U+A89B (43163) | ꢛ               | anderer Buchstabe, Silbe oder Ideogramm | links nach rechts           | SAURASHTRA LETTER NYA            | Saurashtra-Buchstabe Nya               |
| U+A89C (43164) | ꢜ               | anderer Buchstabe, Silbe oder Ideogramm | links nach rechts           | SAURASHTRA LETTER TTA            | Saurashtra-Buchstabe Tta               |
| U+A89D (43165) | ꢝ               | anderer Buchstabe, Silbe oder Ideogramm | links nach rechts           | SAURASHTRA LETTER TTHA           | Saurashtra-Buchstabe Ttha              |
| U+A89E (43166) | ꢞ               | anderer Buchstabe, Silbe oder Ideogramm | links nach rechts           | SAURASHTRA LETTER DDA            | Saurashtra-Buchstabe Dda               |
| U+A89F (43167) | ꢟ               | anderer Buchstabe, Silbe oder Ideogramm | links nach rechts           | SAURASHTRA LETTER DDHA           | Saurashtra-Buchstabe Ddha              |
| U+A8A0 (43168) | ꢠ               | anderer Buchstabe, Silbe oder Ideogramm | links nach rechts           | SAURASHTRA LETTER NNA            | Saurashtra-Buchstabe Nna               |
| U+A8A1 (43169) | ꢡ               | anderer Buchstabe, Silbe oder Ideogramm | links nach rechts           | SAURASHTRA LETTER TA             | Saurashtra-Buchstabe Ta                |
| U+A8A2 (43170) | ꢢ               | anderer Buchstabe, Silbe oder Ideogramm | links nach rechts           | SAURASHTRA LETTER THA            | Saurashtra-Buchstabe Tha               |
| U+A8A3 (43171) | ꢣ               | anderer Buchstabe, Silbe oder Ideogramm | links nach rechts           | SAURASHTRA LETTER DA             | Saurashtra-Buchstabe Da                |
| U+A8A4 (43172) | ꢤ               | anderer Buchstabe, Silbe oder Ideogramm | links nach rechts           | SAURASHTRA LETTER DHA            | Saurashtra-Buchstabe Dha               |
| U+A8A5 (43173) | ꢥ               | anderer Buchstabe, Silbe oder Ideogramm | links nach rechts           | SAURASHTRA LETTER NA             | Saurashtra-Buchstabe Na                |
| U+A8A6 (43174) | ꢦ               | anderer Buchstabe, Silbe oder Ideogramm | links nach rechts           | SAURASHTRA LETTER PA             | Saurashtra-Buchstabe Pa                |
| U+A8A7 (43175) | ꢧ               | anderer Buchstabe, Silbe oder Ideogramm | links nach rechts           | SAURASHTRA LETTER PHA            | Saurashtra-Buchstabe Pha               |
| U+A8A8 (43176) | ꢨ               | anderer Buchstabe, Silbe oder Ideogramm | links nach rechts           | SAURASHTRA LETTER BA             | Saurashtra-Buchstabe Ba                |
| U+A8A9 (43177) | ꢩ               | anderer Buchstabe, Silbe oder Ideogramm | links nach rechts           | SAURASHTRA LETTER BHA            | Saurashtra-Buchstabe Bha               |
| U+A8AA (43178) | ꢪ               | anderer Buchstabe, Silbe oder Ideogramm | links nach rechts           | SAURASHTRA LETTER MA             | Saurashtra-Buchstabe Ma                |
| U+A8AB (43179) | ꢫ               | anderer Buchstabe, Silbe oder Ideogramm | links nach rechts           | SAURASHTRA LETTER YA             | Saurashtra-Buchstabe Ya                |
| U+A8AC (43180) | ꢬ               | anderer Buchstabe, Silbe oder Ideogramm | links nach rechts           | SAURASHTRA LETTER RA             | Saurashtra-Buchstabe Ra                |
| U+A8AD (43181) | ꢭ               | anderer Buchstabe, Silbe oder Ideogramm | links nach rechts           | SAURASHTRA LETTER LA             | Saurashtra-Buchstabe La                |
| U+A8AE (43182) | ꢮ               | anderer Buchstabe, Silbe oder Ideogramm | links nach rechts           | SAURASHTRA LETTER VA             | Saurashtra-Buchstabe Va                |
| U+A8AF (43183) | ꢯ               | anderer Buchstabe, Silbe oder Ideogramm | links nach rechts           | SAURASHTRA LETTER SHA            | Saurashtra-Buchstabe Sha               |
| U+A8B0 (43184) | ꢰ               | anderer Buchstabe, Silbe oder Ideogramm | links nach rechts           | SAURASHTRA LETTER SSA            | Saurashtra-Buchstabe Ssa               |
| U+A8B1 (43185) | ꢱ               | anderer Buchstabe, Silbe oder Ideogramm | links nach rechts           | SAURASHTRA LETTER SA             | Saurashtra-Buchstabe Sa                |
| U+A8B2 (43186) | ꢲ               | anderer Buchstabe, Silbe oder Ideogramm | links nach rechts           | SAURASHTRA LETTER HA             | Saurashtra-Buchstabe Ha                |
| U+A8B3 (43187) | ꢳ               | anderer Buchstabe, Silbe oder Ideogramm | links nach rechts           | SAURASHTRA LETTER LLA            | Saurashtra-Buchstabe Lla               |
| U+A8B4 (43188) | ꢴ                | Markierung mit Extrabreite              | links nach rechts           | SAURASHTRA CONSONANT SIGN HAARU  | Saurashtra-Konsonantenzeichen Haaru    |
| U+A8B5 (43189) | ꢵ                | Markierung mit Extrabreite              | links nach rechts           | SAURASHTRA VOWEL SIGN AA         | Saurashtra-Vokalzeichen Aa             |
| U+A8B6 (43190) | ꢶ                | Markierung mit Extrabreite              | links nach rechts           | SAURASHTRA VOWEL SIGN I          | Saurashtra-Vokalzeichen I              |
| U+A8B7 (43191) | ꢷ                | Markierung mit Extrabreite              | links nach rechts           | SAURASHTRA VOWEL SIGN II         | Saurashtra-Vokalzeichen Ii             |
| U+A8B8 (43192) | ꢸ                | Markierung mit Extrabreite              | links nach rechts           | SAURASHTRA VOWEL SIGN U          | Saurashtra-Vokalzeichen U              |
| U+A8B9 (43193) | ꢹ                | Markierung mit Extrabreite              | links nach rechts           | SAURASHTRA VOWEL SIGN UU         | Saurashtra-Vokalzeichen Uu             |
| U+A8BA (43194) | ꢺ                | Markierung mit Extrabreite              | links nach rechts           | SAURASHTRA VOWEL SIGN VOCALIC R  | Saurashtra-Vokalzeichen vokalisches R  |
| U+A8BB (43195) | ꢻ                | Markierung mit Extrabreite              | links nach rechts           | SAURASHTRA VOWEL SIGN VOCALIC RR | Saurashtra-Vokalzeichen vokalisches Rr |
| U+A8BC (43196) | ꢼ                | Markierung mit Extrabreite              | links nach rechts           | SAURASHTRA VOWEL SIGN VOCALIC L  | Saurashtra-Vokalzeichen vokalisches L  |
| U+A8BD (43197) | ꢽ                | Markierung mit Extrabreite              | links nach rechts           | SAURASHTRA VOWEL SIGN VOCALIC LL | Saurashtra-Vokalzeichen vokalisches Ll |
| U+A8BE (43198) | ꢾ                | Markierung mit Extrabreite              | links nach rechts           | SAURASHTRA VOWEL SIGN E          | Saurashtra-Vokalzeichen E              |
| U+A8BF (43199) | ꢿ                | Markierung mit Extrabreite              | links nach rechts           | SAURASHTRA VOWEL SIGN EE         | Saurashtra-Vokalzeichen Ee             |
| U+A8C0 (43200) | ꣀ                | Markierung mit Extrabreite              | links nach rechts           | SAURASHTRA VOWEL SIGN AI         | Saurashtra-Vokalzeichen Ai             |
| U+A8C1 (43201) | ꣁ                | Markierung mit Extrabreite              | links nach rechts           | SAURASHTRA VOWEL SIGN O          | Saurashtra-Vokalzeichen O              |
| U+A8C2 (43202) | ꣂ                | Markierung mit Extrabreite              | links nach rechts           | SAURASHTRA VOWEL SIGN OO         | Saurashtra-Vokalzeichen Oo             |
| U+A8C3 (43203) | ꣃ                | Markierung mit Extrabreite              | links nach rechts           | SAURASHTRA VOWEL SIGN AU         | Saurashtra-Vokalzeichen Au             |
| U+A8C4 (43204) | ꣄                | Markierung ohne Extrabreite             | Markierung ohne Extrabreite | SAURASHTRA SIGN VIRAMA           | Saurashtra-Zeichen Virama              |
| U+A8C5 (43205) | ꣅ                | Markierung ohne Extrabreite             | Markierung ohne Extrabreite | SAURASHTRA SIGN CANDRABINDU      | Saurashtra-Zeichen Chandrabindu        |
| U+A8CE (43214) | ꣎               | andere Interpunktion                    | links nach rechts           | SAURASHTRA DANDA                 | Saurashtra-Danda                       |
| U+A8CF (43215) | ꣏               | andere Interpunktion                    | links nach rechts           | SAURASHTRA DOUBLE DANDA          | Saurashtra-Doppeldanda                 |
| U+A8D0 (43216) | ꣐               | Dezimalziffer                           | links nach rechts           | SAURASHTRA DIGIT ZERO            | Saurashtra-Ziffer Null                 |
| U+A8D1 (43217) | ꣑               | Dezimalziffer                           | links nach rechts           | SAURASHTRA DIGIT ONE             | Saurashtra-Ziffer Eins                 |
| U+A8D2 (43218) | ꣒               | Dezimalziffer                           | links nach rechts           | SAURASHTRA DIGIT TWO             | Saurashtra-Ziffer Zwei                 |
| U+A8D3 (43219) | ꣓               | Dezimalziffer                           | links nach rechts           | SAURASHTRA DIGIT THREE           | Saurashtra-Ziffer Drei                 |
| U+A8D4 (43220) | ꣔               | Dezimalziffer                           | links nach rechts           | SAURASHTRA DIGIT FOUR            | Saurashtra-Ziffer Vier                 |
| U+A8D5 (43221) | ꣕               | Dezimalziffer                           | links nach rechts           | SAURASHTRA DIGIT FIVE            | Saurashtra-Ziffer Fünf                 |
| U+A8D6 (43222) | ꣖               | Dezimalziffer                           | links nach rechts           | SAURASHTRA DIGIT SIX             | Saurashtra-Ziffer Sechs                |
| U+A8D7 (43223) | ꣗               | Dezimalziffer                           | links nach rechts           | SAURASHTRA DIGIT SEVEN           | Saurashtra-Ziffer Sieben               |
| U+A8D8 (43224) | ꣘               | Dezimalziffer                           | links nach rechts           | SAURASHTRA DIGIT EIGHT           | Saurashtra-Ziffer Acht                 |
| U+A8D9 (43225) | ꣙               | Dezimalziffer                           | links nach rechts           | SAURASHTRA DIGIT NINE            | Saurashtra-Ziffer Neun                 |